# Coelioxys tenebrosa
Coelioxys tenebrosa är en biart som beskrevs av Pasteels 1968. Coelioxys tenebrosa ingår i släktet kägelbin, och familjen buksamlarbin. Inga underarter finns listade i Catalogue of Life.